# Harriet Backer
Harriet Backer (født 21. januar 1845 i Holmestrand, død 25. marts 1932 i Oslo) var en norsk maler, der opnåede anerkendelse i sin samtid. Hun var som kvindelig kunstner pioner både i Norden og Europa.
Backer studerede først i Oslo, hvor hun var elev af Joachim Calmeyer og Johan Fredrik Eckersberg og senere ved Eilif Peterssen i München. Hun flyttede i 1878 til Paris, hvor hun gik på Léon Bonnats malerskole. Hun havde en del rejseaktivitet i hele Europa, gerne sammen med søsteren, pianisten Agathe Backer-Grøndahl. I 1888 vendte hun tilbage til Norge, hvor hun frem til 1912 drev egen malerskole.
Stilistisk var hun påvirket af impressionismen, men hendes egne malerier kan bedst beskrives som realistiske. Inspirationskilderne talte blandt andet Gerhard Munthe og Erik Werenskiold. Motiverne er ofte interiør, landskaber og detaljer formidlet med fyldige farver og stemningsfuld lyssætning. 
Backers værker er bl.a. udstillet på Nasjonalgalleriet i Oslo og Rasmus Meyers Samlinger i Bergen. 

## Galleri
- Afskeden, 1878, Nasjonalgalleriet.
- Blå interiør (1883) - med kollegaen Asta Nørregaard som model.
- På Bleikevollen 
(1886–87)
- Bygdeskomakere 
(1887)
- Kone som syr
 (1890)
- Barnedåp i Tanum kirke 
(1892)
- Storebror spiller 
(1890)
- Ved lampelys 
 (1890)